# Apache ServiceMix
 (mars 2012).
Apache ServiceMix est un projet libre et open-source de la fondation Apache écrit en Java qui propose un bus de services d'entreprise (Enterprise Service Bus ou ESB).
Il a été construit sur la base des APIs de la spécification Java Business Integration (JBI : JSR 208) sous la licence Apache. ServiceMix 5 supporte aussi OSGi.
ServiceMix est un composant léger par rapport à d'autres ESB.
ServiceMix est basé sur plusieurs projets dont Apache Karaf, Apache ActiveMQ, Apache Camel et Apache CXF.